# Искусственный сфинктер мочевого пузыря
Искусственный сфинктер мочевого пузыря (ИСМП) — имплантируемое устройство используемое для лечения стрессового недержания мочи от средней до тяжелой степени тяжести, чаще всего у мужчин. ИСМП разработан, чтобы усилить функцию естественного мочевого сфинктера, который ограничивает отток мочи из мочевого пузыря.

## Описание
Существуют 2 типа искусственных сфинктеров:
- Искусственный сфинктер с баллонным резервуаром или 3-компонентным устройством: манжета, помпа и баллон. Манжета располагается вокруг мочеиспускательного канала, помпа помещается в мошонку, а баллонный резервуар имплантируется в ретропубическое пространство — между мочевым пузырем и подвздошной веной. Давление в гидравлической цепи создается эластичным баллонным резервуаром и давлением из ретропубического пространства.[1]

- Искусственный мочевой сфинктер с пружиной или 2-компонентное устройство: манжета и помпа.[3][4] Манжета располагается вокруг мочеиспускательного канала, а помпа имплантируется в мошонку. Давление в гидравлическом контуре создается пружиной помпы. Давление в ретропубикальном пространстве не оказывает никакого влияния на сфинктер данного типа.

Общим среди доступных в настоящее время конструкций является механический механизм сжатия — надувная манжета, заполненная стерильным физиологическим раствором и помещенная вокруг уретры, которая удерживает просвет закрытым, благодаря давлению, создаваемому внутри устройства, и довольно легкодоступный извне управляющий помповый механизм, располагающийся между двумя слоями кожи мошонки. Эти 2 компонента позволяют пользователю вручную ослабить давление в системе, чтобы произвести мочеиспускание.

## История
Фредерик Фолей был первым, кто описал искусственный сфинктер мочевого пузыря для лечения недержания мочи с наружным расположением, опубликовано в 1947 году. В 1972 году Ф. Брантли Скотт и его коллеги из Медицинского колледжа Бейлора разработали первый предшественник современного искусственного мочевого сфинктера. Первой моделью ИСМП, появившейся на рынке, является AMS 800 (Boston Scientific, Массачусетс, США), которая была разработана 50 лет назад. Это трехкомпонентное устройство с манжетой, располагающейся вокруг мочеиспускательного канала, помпой, вставляемой в мошонку, имплантируемым в таз резервуаром для создания давления, который поставляется в виде набора для подготовки и наполнения перед имплантацией.
Другой моделью ИСМП является ZSI 375 (Zephyr Surgical Implants, Женева, Швейцария), представлена в 2008 году. Это цельное двухкомпонентное устройство с манжетой и помпой со встроенной пружиной. Оно поставляется как единое целое, предварительно соединенным и заполненным. В ZSI 375 нет брюшного компонента, что наряду с его полной готовностью к имплантации сокращает операционное время. Кроме того, отсутствие абдоминального разреза позволяет избежать постоперационного рубцевания а забрюшинном пространстве. Еще одним преимуществом модели ZSI 375 является возможность увеличивать или уменьшать давление внутри устройства после имплантации для достижения желаемой степени сдерживания и удовлетворенности пациента. В частности, эти корректировки помогают контролировать сдерживание мочи в случае постимплантационной уретральной атрофии или задержки мочи (плохой отток мочи). Регулировка давления может быть выполнена в амбулаторных условиях путем добавления или удаления дополнительного стерильного физиологического раствора при помощи шприца через мошонку. К 2019 году во всем мире было имплантировано более 4,500 искусственных сфинктеров мочевого пузыря ZSI 375.
Во внутренней системе обеих моделей для создания давления и сжатия уретры используется стерильный физраствор (для предотвращения протекания мочи). Манжета сдувается вручную при помощи нажатия на контрольную помпу расположенную в мошонке, что позволяет пациенту опорожнить мочевой пузырь. После опорожнения, манжета наполняется автоматически чтобы вновь предотвратить протекание мочи.
Данный список содержит модели искусственных сфинктеров мочевого пузыря представленных на рынке в 2020 году:
| Продукт | Компания                                           | Страна                    | Представлен на рынке с | Дизайн                                                         | Предварительно соединенный и заполненный | Подача давления                                                                         | Регулируемое давление |
| ------- | -------------------------------------------------- | ------------------------- | ---------------------- | -------------------------------------------------------------- | ---------------------------------------- | --------------------------------------------------------------------------------------- | --------------------- |
| AMS 800 | Boston Scientific (ранее American Medical Systems) | Соединённые Штаты Америки | 1988                   | 3-компонентное устройство: манжета, помпа, баллонный резервуар | Нет                                      | Гибкий резервуар имплантируемый в тазoвое дно                                           | Нет                   |
| ZSI 375 | Zephyr Surgical Implants                           | Швейцария                 | 2008                   | 2-компонентное устройство: манжета, помповый механизм          | Да                                       | Пружина из нержавеющей стали встроенный в помповом механизме имплантирующийся в мошонке | Да                    |

## Медицинское применение
|  |  |
|  |  |

Врожденная недостаточность сфинктера, приводящая к стрессовому недержанию, является наиболее распространенным показанием для имплантации ИСМП. Европейская ассоциация урологов рекомендует имплантацию ИСМП мужчинам со стрессовым недержанием мочи средней — тяжелой степени. Кроме того, несмотря на современные варианты лечения (стропы, уретральные инъекции, стволовые клетки), ИСМП считается золотым стандартом хирургического лечения как стрессового недержания мочи у мужчин, так и недержания мочи, являющегося результатом осложнения хирургических вмешательств, таких как простатэктомия, цистэктомия и трансуретральная резекция простаты.
В литературе опубликовано несколько сообщений о случаях имплантации ИСМП у детей при вторичном недержании мочи, возникшем после травматического повреждения уретры.
Данные об использовании ИСМП у женщин ограничены, и не каждый продукт, доступный на рынке, предназначен для женщин. Европейская ассоциация урологов дает слабые рекомендации по применению ИСМП у женщин, утверждая, что, хотя лечение возможно, риск осложнений высок. Тем не менее, AUS используется в качестве последнего варианта для лечения недержания мочи у женщин с врожденными проблемами и при вторичном недержании мочи, связанным с неврологическими болезнями.

## Результаты

### Степень успешности
Многочисленные исследования опубликованы относительно результатов у пациентов с имплантированным сфинктером мочевого пузыря. Уровень успешности в литературе варьирует от 61% до 100%, и определялся, как достижение полного (без использования прокладки) или приемлемого сдерживания мочи (использование ≤1 прокладки/день) с имплантированным устройством. Улучшение качества жизни также считалось успехом, даже если требовалось более 1 прокладки в день. Данные успешные результаты сообщались у 78% пациентов с последующим 3-летним наблюдением и у более 72% с 5–7-летним наблюдением. Согласно недавнему систематическому обзору, показатель успешности составил 79% с периодом наблюдения от 5 месяцев до 16 лет. Сравнительное исследование среди пациентов, которым имплантировали различные модели искусственного мочевого сфинктера и достигали приемлемого воздержания, не выявило различий между двумя группами в отношении уродинамических тестов, таких как скорость потока, давление в уретре и т.д.

### Удовлетворенность
В различных исследованиях со средним периодом наблюдения более 6 лет по меньшей мере 73% мужчин с имплантированным искусственным мочевым сфинктером были удовлетворены или очень удовлетворены устройством, а 10-23% сообщили о неудовлетворенности. В более короткие периоды наблюдения (2-4 года) уровень удовлетворенности достигал более 90%. В другом исследовании со средним периодом наблюдения более 7 лет общий уровень удовлетворенности составил 3.9 по шкале от 0 до 5. Уровень удовлетворенности, по-видимому, не снижается у пациентов после лучевой терапии. Сообщается, что первоначальное удовлетворение уровнем воздержания улучшается путем регулировки давления внутри имплантата с помощью модели ZSI 375.
Опросы пациентов, прошедших процедуру, показали, что более 90% рекомендовали бы процедуру другу или родственнику с той же проблемой, а более 90% снова провели бы имплантацию. Наряду с этим 14% пациентов сообщили об улучшении сексуальной активности.
Было показано, что качество жизни после имплантации ИСМП значительно улучшилось в многочисленных исследованиях с использованием различных инструментов измерения.  И, как представляется, повторные вмешательства не влияют на качество жизни при условии, что устройство продолжает функционировать после ревизии.

### Повторная операция
В самой масштабной доступной серии исследований, в которой оценивались 1082 пациента, с  выполненной первичной имплантацией ИСМП, 5-летняя выживаемость устройства составила 74%, что согласуется с опубликованными результатами в литературе, согласно которым она варьирует от 59% до 79%. Примечательно, что во всех сериях со временем некоторым пациентам требовалась повторная операция по поводу рецидивирующего недержания мочи или инфекции устройства. В объединенном анализе доступных исследований частота повторных вмешательств (по любой причине) составила примерно 26%. Некоторые исследования показали, что хирурги, которые выполняют эту процедуру чаще, имеют лучшие результаты по сравнению с теми, кто делает их реже. Фактически, в этой серии частота реопераций снижалась примерно на 50%, после того как хирурги достигали своего 200-го случая. Это подчеркивает факт необходимости обращаться за процедурой к хирургам с высоким потоком, для увеличения шансов на успех.

## Осложнения
Возможные риски, связанные с имплантацией AUS, включают:
- повреждение мочеиспускательного канала или мочевого пузыря во время установки ИСМП,
- трудности с опорожнением мочевого пузыря, требующие временной самокатетеризации,
- постоянное стрессовое недержание мочи,
- инфекция устройства, ведущая к удалению,
- рецидивирующее недержание мочи или поломка устройства,
- атрофия тканей мочеиспускательного канала (в этих случаях может быть выполнена вторичная операция по удалению старого устройства и установке нового).

Общий зарегистрированный уровень осложнений у мужчин составляет 37%. Наиболее частыми послеоперационными осложнениями являются:
- механическая недостаточность (8-21%)
- эрозия мочеиспускательного канала (4-15%)
- инфекция (1-14%) и атрофия уретры (4-10%)

Другими менее частыми осложнениями являются гематома, стеноз уретры, свищ. К ревизии могут привести механические сбои устройства (8-45%) и немеханические осложнения (7-17%). Сообщается, что общие показатели удаления устройства у мужчин составляют 16-20%.
Одной из причин механической неисправности являются осложнения, связанные с баллонным резервуаром. Сообщалось, что 26% мужчин с имплантированным ИСМП нуждались в повторной операции в период десятилетнего наблюдения, для регулирования давления внутри устройства.

## Последующее наблюдение

### После выписки
Для того чтобы рана зажила должным образом, следует избегать половых контактов в течение 6-ти недель после проведения процедуры. Также следует ограничить физические нагрузки, которые оказывают прямое давление на рану. Например. таких, как верховая езда и езда на велосипеде, в течение как минимум 6-ти недель. Пациентам может быть назначена специальная мошоночная поддержка, которую следует носить в течение 1 недели после процедуры.

### Дальнейший уход
Для тех, кому поставили ИСМП, важно, чтобы они информировали медицинских работников о его наличие до установки мочевого катетера, цистоскопии или любого другого медицинского вмешательства на мочевыводящих путях, чтобы минимизировать риск повреждения ИСМП или мочеиспускательного канала. Пациентам, особенно тем, кто сообщает о выраженной сухости ночью, может быть рекомендовано отключение устройства на ночь, чтобы минимизировать риск атрофии мочеиспускательного канала.

## Галерия
- КТ картина (корональная плоскость) показывающий AMS 800 у женщины.
- Рентгеновское изображение имплантированного ZSI 375. Устройство деактивировано — пружина сжимается ниже верхушки цилиндра. У пациента недержание мочи.
- Рентгеновское изображение имплантированного ZSI 375. Устройство активировано — пружина разжимается в верхней части цилиндра. Пациент сдерживает мочу.
- Анимированный GIF файл, показывающий, как периуретральная манжета ИСМП сужает уретру